# Incertella dorsata
Incertella dorsata är en tvåvingeart som först beskrevs av Friedrich Hermann Loew 1872.  Incertella dorsata ingår i släktet Incertella och familjen fritflugor. Inga underarter finns listade i Catalogue of Life.